# ザ・サミット
ザ・サミット（The Summit）は、かつてテキサス州ヒューストンにあったスポーツ競技施設。現在はレイクウッド教会セントラルキャンパスとなっている。
ダウンタウン・ヒューストン南西約5マイルに位置している。
1975年から2003年まで複合スポーツアリーナとしてヒューストンを本拠地とするいくつものチームが利用していた。
開場から1998年まではザ・サミットという名称であったが、1998年から2003年まではコンパックが命名権を買い、コンパック・センターと呼ばれた。

## 歴史
1971年にNBAのサンディエゴ・ロケッツがフランチャイズをテキサス州ヒューストンに移転した。当時ヒューストンにあった最も収容人員の多い屋内競技施設は建設から34年経過し老朽化したサム・ヒューストン・コロシアム（収容人員9,200人）であった。ロケッツは本拠地建設を決定し、完成まではサム・ヒューストン・スタジアムではなく、ホフハインツ・パビリオン、アストロドームを暫定的に利用した。
1975年に完成後、1975-76シーズンよりロケッツは使用を開始した。
ロケッツは1981年、1986年、1994年、1995年とNBAファイナルに4回進出、1994年、1995年はザ・サミットで優勝を決めた。
ロケッツの他、WHAのヒューストン・エアロズ、アメリカン・ホッケー・リーグのヒューストン・エアロズ、アリーナフットボールリーグのヒューストン・サンダーベアーズ、WNBAのヒューストン・コメッツなどの本拠地として利用された。ヒューストン・コメッツは1997年から2000年まで4シーズン連続でWNBAで優勝した。
また1976年にはテニスのザ・マスターズが開催された。
プロレスリングの会場としても、1977年5月20日にAWAチャンピオンのニック・ボックウィンクルがテリー・ファンクと引き分けた試合、1979年1月9日、ダスティ・ローデスがマーク・ルーインを破りNWAテキサス・ブラスナックル王座を獲得した試合、1986年10月19日、ハルク・ホーガンがポール・オーンドーフからWWF王座を防衛した試合、1989年1月15日のロイヤルランブル第2回大会などが開催された。
スポーツ以外ではリングリング・ブラザーズ・アンド・バーナム・アンド・ベイリー・サーカス、ハーレム・グローブトロッターズ、セサミストリートライブ、ディズニー・オン・アイスのイベントも開催された。
コンサート会場としても著名なアーティストが多数利用しており、1975年11月20日のザ・フーの北米ツアー、1988年4月8日から3日間連続でマイケル・ジャクソンのバッド・ワールド・ツアー、1990年5月4日、5日には、マドンナのBlond Ambition Tourの公演が行われている。